# Boson de jauge
En physique des particules, un boson de jauge est une particule élémentaire de la classe des bosons qui agit comme porteur d'une interaction élémentaire. Plus spécifiquement, les particules élémentaires dont les interactions sont décrites par une théorie de jauge exercent l'une sur l'autre des forces par échange de bosons de jauge, généralement sous forme de particules virtuelles.

## Types de bosons de jauge
Le modèle standard décrit trois sortes de bosons de jauge : les photons, les bosons W et Z et les gluons. Chacun correspond à l'une des trois interactions élémentaires du modèle standard :
- les photons sont les bosons de jauge de l'interaction électromagnétique,
- les bosons W et Z ceux de l'interaction faible,
- et les gluons ceux de l'interaction forte.

## Cas des gravitons
Les gravitons (particules supposées porteuses de l'interaction de gravitation) formeraient, si leur existence est démontrée en tant que particule quantifiée, une quatrième catégorie de bosons de jauge. Cependant :
- Il leur manque encore la formulation des lois de conservation associées lorsqu'ils interviennent dans les interactions gravitationnelles entre hadrons. On n'a pas établi une liste quantifiée des énergies ainsi échangées lors de ces interactions.
- Leurs propres interactions avec les autres bosons de jauge sont également mal connues (si elles existent), la gravitation ayant des effets macroscopiques si forts et sur des espaces si grands que la mécanique associée est difficile à calculer par rapport à celle des autres particules élémentaires.
- De plus, leur mise en évidence nécessiterait de mettre en œuvre des énergies considérables que les actuels accélérateurs et collimateurs ne permettent pas de reproduire facilement (sauf de façon accidentelle et difficile à prévoir) pour pouvoir effectuer des mesures fiables des niveaux d'énergie.
- Enfin, la gravitation étant une interaction encore supposée universelle entre toutes les particules dotées d'une masse, il faudrait démontrer la présence des gravitons également dans la composition d'états de toutes les autres particules dotées d'une masse (y compris celles dont la masse est très faible ou a encore été considérée comme nulle, ou dont la masse s'accroît lors des interactions avec d'autres particules, telle que celle des photons et gluons lors de leur décélération ou changement de trajectoire au voisinage d'objets extrêmement massifs.
- Il n'est pas exclu non plus que ceux-ci soient la superposition d'autres particules élémentaires (éventuellement porteuses d'interactions encore inconnues), ce qui pourrait expliquer leurs comportements à la fois locaux et macroscopiques.
- Leurs propriétés quantiques (si elles sont confirmées) ont été estimées dans des intervalles d'énergie avec des marges d'incertitude encore élevées par rapport aux autres bosons de jauge, ce qui ne garantit pas qu'ils constituent des états fondamentaux, ni ne permet de savoir s'il en existe plusieurs variétés avec leurs quantas distinctifs.
- Contrairement aux autres bosons de jauge, on ne sait pas ce que seraient leurs antiparticules associées.

Même si des résultats expérimentaux permettent de supposer la présence de telles particules pour expliquer certaines expériences de désintégrations ou de fusions de particules hadroniques, ils n'ont été introduits que comme éléments par défaut (quand les autres particules fondamentales quantifiées connues ont été retranchées des mesures des produits des réactions) sans pouvoir les retrouver avec certitude dans les réactions qu'ils peuvent engendrer ou dont ils seraient issus.
Ils ne font donc pas encore partie du modèle standard en tant que particules fondamentales, même s'ils sont maintenant classés dans les catalogues actuels parmi les bosons de jauge et de Higgs.